# Cyathus stercoreus
Cyathus stercoreus, comúnmente conocido como nido de pájaro amante del estiércolo nido de pájaro con estiércol, es una especie de hongo del género Cyathus, familia Nidulariaceae. Al igual que otras especies de las Nidulariaceae, los cuerpos fructíferos de C. stercoreus se asemejan a pequeños nidos de pájaros llenos de huevos. Los cuerpos fructíferos se denominan «vasos de salpicadura», porque están desarrollados para utilizar la fuerza de las gotas de agua que caen para desalojar y dispersar sus esporas. La especie se distribuye por todo el mundo y prefiere crecer en estiércol o en suelos que lo contengan; el epíteto específico deriva de la palabra latina stercorarius, que significa «de estiércol».

## Descripción

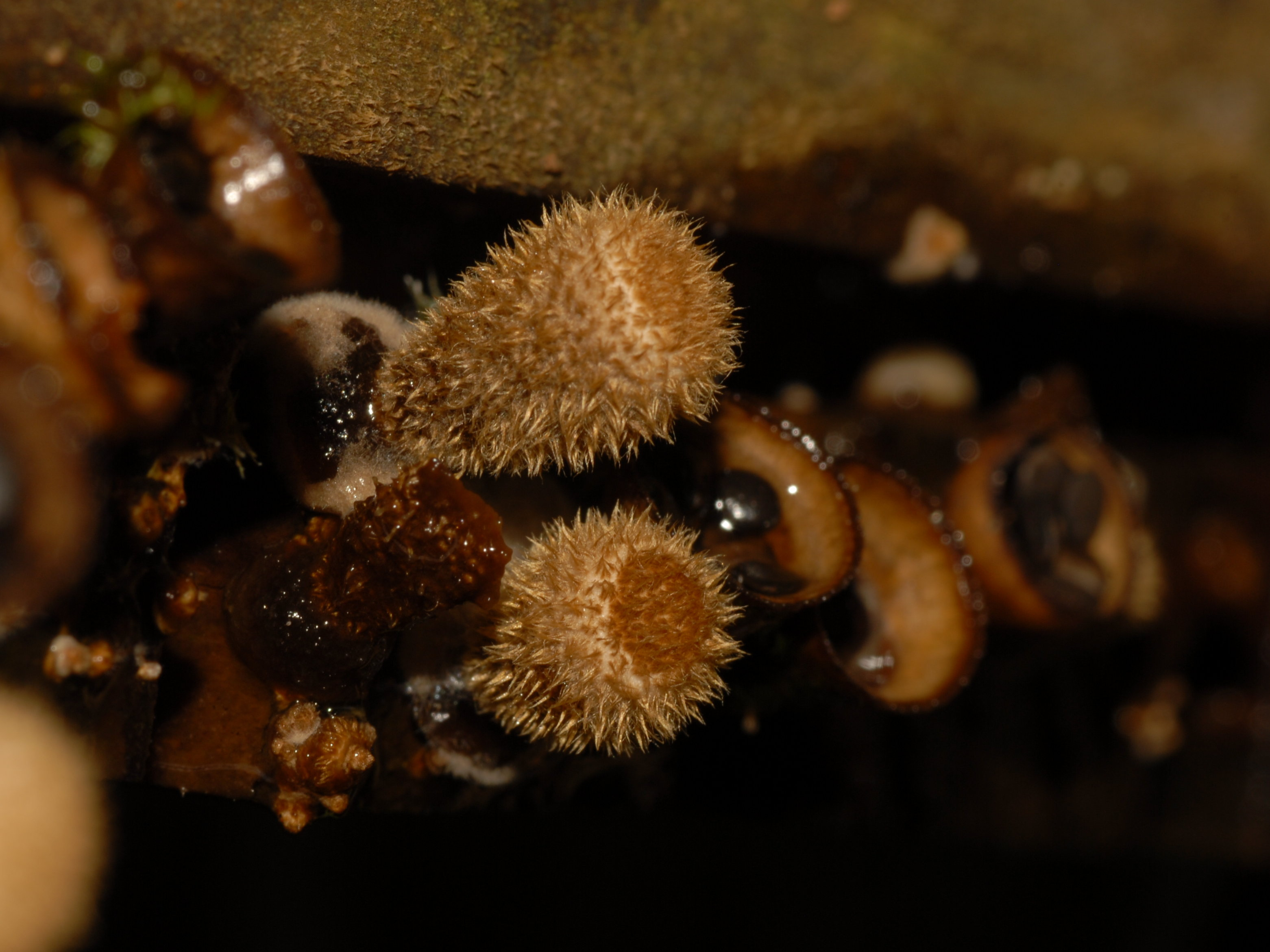
Dos ejemplares jóvenes de C. stercoreus con epifragmas intactos

Los cuerpos fructíferos, o perida, tienen forma de embudo o barril, 6 a15 mm de alto, 4 a 8 mm de ancho en la boca, a veces con pecíolo corto, de color marrón dorado a marrón negruzco,La pared exterior del peridio, el ectoperidio, está cubierta de mechones de hifas fúngicas que se asemejan a pelo desgreñado y desordenado. Sin embargo, en los especímenes más viejos esta capa externa de pelo (técnicamente un tomento) puede estar completamente desgastada. La pared interna de la copa, el endoperidio, es lisa y de color gris a negro azulado. Los «huevos» del nido, los peridiolos, son negruzcos, de 1 a 2 mm de diámetro y suele haber unos 20 en la copa.Los peridiolos suelen estar unidos al cuerpo fructífero por un funículo, una estructura de hifas diferenciada en tres regiones: la pieza basal, que la une a la pared interna del peridio, la pieza media, y una vaina superior, llamada bolsa, conectada a la superficie inferior del peridiole. En la bolsa y la pieza media hay un hilo enrollado de hifas entrelazadas llamado cordón funicular, unido por un extremo al peridiole y por el otro a una masa enmarañada de hifas llamada hapteron. Sin embargo, Brodie informa de que a veces C. stercoreus se encuentra sin funículo, lo que ha llevado a algunos autores a identificar erróneamente esta especie con el género Nidula.

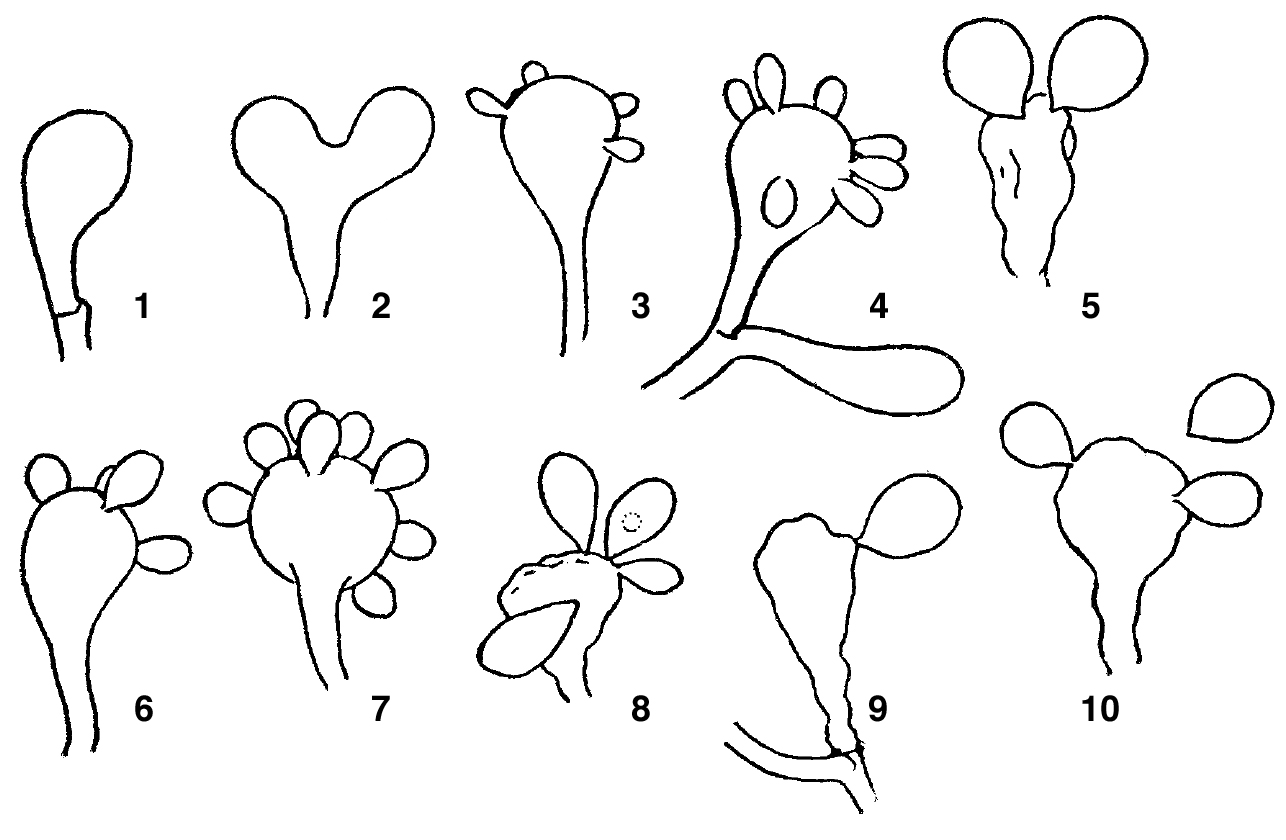
Los basidios de C. stercoreus durante varias fases de desarrollo. (1) basidios jóvenes de forma habitual; (2) un basidio doble; (3-6) basidios con 4 a 8 esporas en desarrollo; (7-9) basidios colapsando, con esporas aún adheridas; (10) un basidio colapsando con dos esporas aún adheridas, y una separada.

Las esporas de C. stercoreus son aproximadamente esféricas y relativamente grandes, con unas dimensiones típicas de 20-35 x 20-25 μm, aunque se ha observado una gran variabilidad en el tamaño de las esporas. Las esporas son sésiles (crecen directamente de la superficie del basidio, sin unión a través de un esterigma), y se separan de los basidios después de que se colapsen y gelatinicen. Esto va acompañado de la gelatinización de las paredes internas del peridiole.

## Ultraestructura
El examen de los cuerpos fructíferos mediante microscopía electrónica de barrido y microscopía electrónica de transmisión ha revelado detalles sobre su ultraestructura, es decir, su arquitectura y disposición microscópicas. Por ejemplo, las hifas del hapteron forman una densa red enmarañada, mientras que las hifas del cordón funicular están dispuestas de forma retorcida como una cuerda. Además, el cordón funicular, conocido por su gran elasticidad y resistencia a la tracción, está formado por hifas más gruesas que el resto del funículo. Asimismo, el ectoperidio y el endoperidio están formados por hifas no ramificadas de paredes gruesas, conocidas como hifas esqueléticas. Se ha propuesto que estas hifas esqueléticas forman una red estructural que ayuda al cuerpo fructífero a mantener la elasticidad vital para el correcto funcionamiento del mecanismo de dispersión de las esporas.

## Ciclo biológico
El ciclo de vida de Cyathus stercoreus, que contiene fases haploides y diploides, es típico de los taxones basidiomicetos que pueden reproducirse tanto asexualmente (mediante esporas vegetativas) como sexualmente (con meiosis). Las basidiosporas producidas en los peridiolos contienen cada una un único núcleo haploide. Tras la dispersión, las esporas germinan y crecen hasta convertirse en hifas homocariotas, con un solo núcleo en cada compartimento. Cuando dos hifas homocariotas de diferentes grupos de compatibilidad de apareamiento se fusionan entre sí, forman un micelio dicariota (que contiene dos núcleos) en un proceso denominado plasmogamia. Tras un periodo de tiempo (aproximadamente 40 días en cultivo puro en laboratorio) y en las condiciones ambientales adecuadas, pueden formarse cuerpos fructíferos a partir de los micelios dicariontes. Estos cuerpos fructíferos producen peridiolos que contienen los basidios sobre los que se forman nuevas basidiosporas. Los basidios jóvenes contienen un par de núcleos haploides sexualmente compatibles que se fusionan, y el núcleo de fusión diploide resultante se somete a meiosis para producir basidiosporas haploides.

## Desarrollo
Se ha observado una variabilidad extrema en la forma y el color del cuerpo fructífero de C. stercoreus. Brodie informó del descubrimiento de una forma «gemada» de tallo delgado, con dos cuerpos fructíferos originados en el mismo tallo.Como se ha demostrado en especímenes cultivados en laboratorio, el desarrollo y la forma de los cuerpos fructíferos dependen, al menos en parte, de la intensidad de la luz que recibe durante su desarrollo. Por ejemplo, para que se produzca la fructificación es necesaria la exposición del micelio heterocariótico a la luz y, además, esta luz debe tener una longitud de onda inferior a 530 nm. Lu sugiere que determinadas condiciones de crecimiento, como la escasez de nutrientes, modifican el metabolismo del hongo para producir un hipotético «precursor fotorreceptor» que permite estimular el crecimiento de los cuerpos fructíferos y que éstos se vean afectados por la luz.El hongo también es fototrófico positivo, es decir, orientará sus cuerpos fructíferos en la dirección de la fuente de luz.

## Hábitat y distribución
Al ser coprófilo, C. stercoreus crece en el estiércol, en el suelo con estiércol y en hogueras; también se ha registrado su crecimiento en dunas de arena.Se sabe que el hongo tiene una distribución mundial, y Curtis Gates Lloyd, en su monografía sobre las Nidulariaceae, escribió que «probablemente se encuentra en todos los países donde hay estiércol».

## Dispersión de las esporas
Cuando una gota de agua golpea el interior de la copa con el ángulo y la velocidad adecuados, los peridiolos son expulsados al aire por la fuerza de la gota. La fuerza de eyección desgarra la bolsa y provoca la expansión del cordón funicular, antes enrollado a presión en la parte inferior de la bolsa. Los peridiolos, seguidos por el cordón funicular altamente adhesivo y el hapteron basal, pueden golpear un tallo o un palo de una planta cercana. El hapteron se pega a él, y el cordón funicular se enrolla alrededor del tallo o palo impulsado por la fuerza del peridiole aún en movimiento. Después de secarse, el peridiole permanece adherido a la vegetación, donde puede ser comido por un animal herbívoro y depositado posteriormente en el estiércol de ese animal para continuar el ciclo vital.

## Compuestos bioactivos

Estructura general de las ciatuscavinas

A partir del cultivo líquido de Cyathus stercoreus se han aislado e identificado una serie de compuestos antioxidantes de tipo policétido, los ciatiusales A, B y C, y el pulvinatal. Además, los policétidos conocidos como ciatuscavina A, B y C (aislados del cultivo líquido) también tienen actividad antioxidante y poseen actividad protectora del ADN.

## Usos
Aunque no es comestible, la especie tiene otros usos.

### Medicina tradicional
En la medicina tradicional china, se utiliza una decocción de este hongo para aliviar los síntomas de la gastralgia o dolor de estómago.

### Agrícola e industrial
Cyathus stercoreus ha sido investigado por su capacidad para descomponer la lignina y la celulosa en subproductos agrícolas, como la paja de trigo o las gramíneas. Descompone selectivamente la lignina, dejando intacta gran parte de la celulosa, lo que aumenta la cantidad de carbohidratos digeribles para los mamíferos rumiantes y mejora tanto su valor como fuente de alimento como su biodegradabilidad. Las enzimas responsables, la lacasa y la manganeso peroxidasa, también tienen aplicaciones industriales para la degradación y eliminación de la lignina en la industria de la pasta y el papel. También se ha demostrado que los cultivos líquidos de C. stercoreus biodegradan el compuesto explosivo 2,4,6-trinitrotolueno (TNT).